# レオニー (映画)
『レオニー』（Leonie ）は、2010年公開の日本・アメリカ合衆国合作の映画。

## 概要
世界的な彫刻家イサム・ノグチを育てた母レオニー・ギルモアの物語。
ドウス昌代による『イサム・ノグチ 宿命の越境者』に感銘を受けた監督である松井久子が、7年の歳月をかけて完成させた作品。
キャッチコピーは「お母さん、私はこの子を連れて日本という国に行きます。」。

## 製作
映画は2009年4月にアメリカでクランクイン、6月より撮影の場を日本に移し、同年7月に日本でクランクアップした。ロケ地は、日米13都市にわたるロケ地で撮影を行った。日本では、愛知県犬山市の博物館明治村、札幌市のモエレ沼公園、香川県 善通寺市、茨城県のワープステーション江戸など。アメリカではルイジアナ州ニューオリンズ、カリフォルニア州サンタバーバラなど。
2006年7月には女性観客による非営利団体「マイレオニー」が発足し製作をサポート。「観客の立場から映画製作を応援する」をコンセプトに活動し、ブログ等で映画製作状況を報告するとともに、日本での撮影時にはサポーターの多くがボランティアでエキストラに参加した。
また、モエレ沼公園がロケで使用されることから、北海道の有力企業数社が「北海道レオニーファンド」を設立し地域振興を兼ねた製作費の出資を行った。
2010年秋から2011年にかけて日本で公開されたのは、132分の日本版。海外用には100分の別の編集になっており、2013年秋には、アメリカでの上映が好評のうちに終わった。その海外版の上映が、またまた日本で10月、香川、大阪で松井久子監督の講演と共に新たに行われた。
松井久子は野口勇の伝記を執筆したドウス昌代の著作を読んだことをきっかけに、レオニー・ギルモアの生涯を題材とした映画製作に関心を持った。2005年に映画制作のための草の根資金調達活動を開始し、日本各地で個人的なプレゼンテーションを行い、支援者に資金調達への積極的な参加を呼びかけた。個人の大口寄付者が本プロジェクトに12億円（約1000万ドル）を寄付したこともあった。
2009年2月12日、Production Weeklyは本作をハイド・パーク・エンターテインメント制作の作品として掲載し、アショク・アムリトラージとパトリック・アイエロがプロデューサーを務め、キャストにエミリー・モーティマーと中村獅童が名を連ねたことを報じた。（なお、松井の当初のレオニー役の候補はシンシア・ニクソンであった）。2009年4月27日、Production Weeklyはクリスティーナ・ヘンドリックスとメアリー・ケイ・プレイスのキャスト加入を報じ、当時ニューオリンズで撮影が行われていると伝えた。2009年5月11日から14日にかけて、サンタイネズ・バレーでの撮影が『The Santa Ynez Valley Journal』で報告された。記事によれば、地元の牧場が「1904年のパサデナ郊外の小さな入植地の設定に使われ、入植者たちが厳しい生活の中で生計を立てようと奮闘する様子を再現」した。記事はまた、地元住民がエキストラとして参加し、生後7週間のジョーディン・オルトマンが「幼児のイサムの写真代役」を務めたことも伝えている。撮影は日本に戻り、高松市および札幌のモエレ沼公園で続けられた。いずれの撮影地でも松井は支援者にエキストラ参加を呼びかけた。
2009年7月30日、松井はアメリカに戻り、ロサンゼルスでポストプロダクション作業を開始した。2009年9月1日、彼女は編集者にバーバラ・タリバーを選んだことを報告し、タリバーの多数の映画での実績とデヴィッド・マメット作品での豊富な経験を理由として挙げた。同年9月、アカデミー賞受賞作曲家ヤン・A・P・カチュマレクが『レオニー』の音楽を作曲し始めた。
2010年4月3日、東京の草月ホールにて支援者向けの特別試写会が開催された。試写会後、松井、中村獅童、多くの関係者が参加するパーティーが行われた。角川映画が日本での劇場配給を担当することが発表された。

## あらすじ
1901年、名門大学を卒業したレオニー・ギルモアは、詩人か編集者になりたいという夢を捨てきれないままだった。そんなある日、一人の神秘的な青年詩人・野口米次郎（ヨネ）と出会う。しかし、ヨネとの出会いによって彼女の人生は波乱に満ちたものとなっていく。レオニーはヨネを愛し妊娠するが、ヨネは一方的に日本へ帰国し、彼女を置き去りにしてしまう。
残されたレオニーは人目を避け、未婚のまま混血の男の子をカリフォルニアで出産。子供の将来を想うレオニーは、ヨネからの誘いもあり、母の反対を押し切って日本行きを決意する。明治後期の東京に2人を出迎えたヨネは、息子を「イサム」と名付け、人種差別が激化する困難な時代を生き抜いていく。そんな中、ヨネに正式な日本人の妻がいることを知り、母の死を知らせる手紙も届き、異国での生活はますます過酷で孤独なものとなっていた。レオニーのお腹には新たな命が宿り、女の子を無事に出産したレオニーは「アイリス」と名付けるが、父親の名は決して明かそうとはしなかった。
日本でも差別を受け、不登校となってしまったイサムの芸術的才能に気付き、成長した息子をレオニーはアメリカへ送り出す。しかし、時悪く第一次世界大戦が勃発。やがて母子の連絡は途絶えてしまう。数年後、アメリカへ戻ったレオニーは、2人の子供の成長を見届け、自分自身のために生きようと、メリーランドの田舎へと向かうのだった……。

## キャスト
- レオニー・ギルモア - エミリー・モーティマー
- 野口米次郎 - 中村獅童
- 津田梅子 - 原田美枝子
- 小泉セツ - 竹下景子
- キク - 吉行和子
- 仙田東舟 - 中村雅俊（友情出演）
- 川田道彦 - 柏原崇
- 岩倉具張 - 山中聡
- ハル - 山野海
- 大工の棟梁：大地康雄
- イサム・ノグチ - ヤン・ミリガン
ダイチ・フレウティー（13歳期）、小川ジュリアン（6歳期）、 ボウイ・ガン（3歳期）
- アイリス・ギルモア - ケリー・ヴィッツ / 遼花（声の吹き替え）
ジェニファー・リン（7歳期）、ルカ・プラトン（5歳期）、 山本直実（2歳期）
- 岩野泡鳴 - 温水洋一
- 土井晩翠 - ノゾエ征爾
- 河井酔茗 - 須田邦裕
- 小学校教師 - 水木薫
- 郵便配達 - 六角精児
- 小泉カズオ - チアキ・レイシー
- 小泉イワオ - ジェニ雅
- 小泉キヨシ - ジャン・チャイル
- 小泉スズコ - 永井 コダマ
- 彫刻家 - 勅使川原三郎
- アルビアナ - メアリー・ケイ・プレイス
- キャサリン・バーネル - クリスティーナ・ヘンドリックス

## スタッフ
- 監督・脚本・製作者：松井久子
- プロデューサー：アショク・アムリトラジ、永井正夫、伊藤勇気
- エグゼクティブプロデューサー：パトリック・アイエロ、ジョイス・ジュン、深津修一
- 原案：ドウス昌代『イサム・ノグチ 宿命の越境者』
- 撮影監督：永田鉄男
- 美術：山口修、ジャイルス・マスターズ
- 衣装：黒澤和子、アギー・ロジャース
- 音楽：ヤン・A・P・カチュマレク
- 照明：佐野武治
- 録音：久保田幸雄
- 助監督：藤江儀全、エドワード・リクト、兼重淳
- 企画製作：レオニーパートナーズ合同会社
- 共同製作：エッセン・コミュニケーションズ、Hyde Park Entertainment
- 配給：角川映画